# ايمانويل كونستنت (سياسي)
ايمانويل كونستنت هو مجرم ودبلوماسي ورائد أعمال وسياسي هايتي، ولد في 27 أكتوبر 1956 في بورت أو برانس في هايتي. نشط حزبياً في Front for the Advancement and Progress of Haïti ‏.